# Marcelo Hilario del Pilar
Marcelo Hilario del Pilar y Gatmaitán (Bulacan, 30 agosto 1850 – Barcellona, 4 luglio 1896) è stato un rivoluzionario e scrittore filippino.
Durante il suo soggiorno in Spagna, del Pilar contribuì al periodico politico La Solidaridad, pubblicato dal movimento riformista sorto all'interno degli studenti di nazionalità filippina in Spagna. Scrisse un pezzo dal titolo Caiigat Cayó nel quale denunciava i costumi e le idiosincrasie della Spagna. È considerato de facto un eroe nazionale.

## Biografia

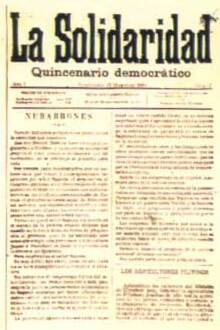
La Solidaridad

Era il minore dei dieci figli di Julian Hilario del Pilar e Blasa Gatmaitan. I genitori provenivano da famiglie benestanti di Cupang. Marcelo iniziò i suoi studi al Colegio de San Jose, dove ricevette il diploma d'arte. Si trasferì in seguito all'Università di Santo Tomás per studiare legge. Il fratello maggiore, Toribio Hilario del Pilar, fu esiliato alle Marianne, con l'accusa di essere stato uno degli organizzatori dei moti di Cavite del 1872.
Spinto da un senso di giustizia contro gli abusi del clero, del bigottismo e dell'ipocrisia, del Pilar venne attaccato e difese in tribunale le vittime impoverite dalla discriminazione razziale. Ha predicato il vangelo di lavoro, di amor proprio e della dignità umana. La sua padronanza del tagalog, sua lingua madre, gli permise di risvegliare la coscienza delle masse all'esigenza di unità ed alla resistenza continua contro gli spagnoli.
Divenne il capo del movimento di propaganda, contribuendo con numerosi articoli al suo giornale, La Solidaridad, pubblicato a Barcellona. Il programma politico di del Pilar, come esposto nelle colonne del giornale, includeva l'integrazione delle Filippine come provincia della Spagna, rappresentanza al parlamento spagnolo, sostituzione dei frati spagnoli con preti filippini, libertà di assemblea e di espressione, uguaglianza dei filippini e degli spagnoli di fronte alle leggi. Dopo anni di pubblicazioni (1889-1895), La Solidaridad iniziò ad andare a corto di fondi, senza aver realizzato alcun cambiamento concreto nell'arcipelago.
È morto di tubercolosi in estrema povertà a Barcellona, Spagna, nel 1896.

## Katipunan

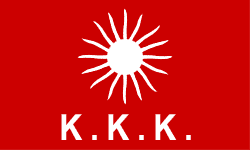
La bandiera del Katipunan di Bonifacio

Del Pilar influenzò gli ideali politici del Katipunan. Gli storici moderni credono che lui ebbe un ruolo diretto nella formazione del gruppo, a causa del suo ruolo del Movimento Propaganda e della sua posizione nella massoneria filippina. La maggior parte dei fondatori del KKK erano infatti massoni. Il Katipunan aveva cerimonie di iniziazione uguali a quelle dei riti massonici, aveva un ordine del rango, simile a quello della massoneria. Il biografo spagnolo di José Rizal, Wenceslao Retaña, e il filippino Juan Raymundo Lumawag videro nella formazione del Katipunan la vittoria di del Pilar su Rizal: "La Liga muore, ed il Katipunan prende il suo posto. I piani di del Pilar vincono su quelli di Rizal. Del Pilar e Rizal hanno avuto la stessa fine, anche se ognuno dei due ha preso una strada diversa."

## Massoneria
È considerato il padre della massoneria delle Filippine. Fu Maestro venerabile della Loggia Solidaridad, fondatore della Loggia Nilad n. 144 e Grande oratore del supremo consiglio del Rito scozzese antico ed accettato, dove raggiunse il 33º grado.